# 1396年
| 千纪： | 2千纪 |
| 世纪： | 13世纪 \| 14世纪 \| 15世纪                                                                                 |
| 年代： | 1360年代 \| 1370年代 \| 1380年代 \| 1390年代 \| 1400年代 \| 1410年代 \| 1420年代                           |
| 年份： | 1391年 \| 1392年 \| 1393年 \| 1394年 \| 1395年 \| 1396年 \| 1397年 \| 1398年 \| 1399年 \| 1400年 \| 1401年 |
| 纪年： | 丙子年（鼠年）；明洪武二十九年；越南光泰九年；日本應永三年                                                 |

## 大事记
- 明太祖第八次北伐，朱元璋獲悉大寧衛（今內蒙古寧城）以北有蒙古軍隊活動，命燕王朱棣領兵去大寧殲滅之，先在徹徹兒山大敗元軍，擒其將索林帖木兒等數十人，後追擊到兀良哈禿城再次大敗蒙古軍。
- 勃艮第公爵菲利普二世與英國結盟。
- 丹麥女王與瑞典女王瑪格麗特一世扶植的繼承人波美拉尼亞的埃里克成為丹麥國王與瑞典國王。
- 9月25日——尼科波利斯戰役，最後一支十字軍隊伍被鄂圖曼土耳其軍隊打敗。

## 出生
- 朱文奎，明惠帝之长子。